# 山田由美子
山田 由美子（やまだ ゆみこ、1968年11月19日 - ）は、福岡県福岡市出身の元ショートトラックスピードスケート選手、現地方政治家。立憲民主党所属の福岡市議会議員（2期）。

## プロフィール
1968年、福岡市中央区生まれ。
1980年、粕屋町立糟屋西小学校卒業。粕屋町立糟屋東中学校入学。
同年、実妹でアルベールビルオリンピック、長野オリンピック3000mリレー4位入賞メンバーの山田乃扶子の影響で小学6年生で競技を始める。
1983年、全日本ショートトラックスピードスケート選手権大会初出場。
1984年、環太平洋ショートトラックスピードスケート選手権大会初出場。
同年、糟屋東中学校卒業。末永学園博多高校入学後武蔵野高校転校（スケート留学）。
1986年、第1回冬季アジア大会の500ｍで銀メダルを獲得した。
同年、世界ショートトラックスピードスケート選手権初出場。11位に終わる。
1987年、世界ショートトラックスピードスケート選手権、7位に終わる。
同年、武蔵野高校卒業。実業団の帝産オートに入社。
1988年の世界ショートトラックスピードスケート選手権の500mで優勝を果たした。1000m、3000mでも銀メダルを獲得し総合銀メダルを獲得した。
1988年のカルガリーオリンピック（英語）の公開競技であったショートトラックスピードスケート3000mリレーで獅子井英子、木下真理子、竹内洋美と共に銀メダルを獲得した。500mでも5位入賞を果たした。
1990年の冬季アジア大会3000mリレー銅メダル、世界選手権3000mリレー銅メダル獲得を最後に現役を引退。芝興産に入社して同社や日本代表のコーチを4年間務めた。
1994年からは九州電力、第一生命で勤務する傍ら母の経営するスナックを手伝う。
2014年訪問看護ステーション「ニコニコハート」を設立。
2019年に福岡市議会議員選挙に博多区選挙区から立憲民主党公認で出馬、6061票を獲得し11名中4位で初当選し、2期目の2023年も4684票を獲得して15名中5位で再選した。